# Slobodna država
Slobodna država je naziv za više entiteta kroz povijest. Nerijetko se koristio i za teritorije koji sami nisu bili samostalni i suvereni.

## Njemačka
U kontekstu Njemačke Weimarske republike izraz „slobodna država“ se koristio za teritorije negdašnjeg Njemačkog carstva koji su bili monarhije ali su ukidanjem njemačkog carstva postale republike. Postojali su i drugi izrazi poput „republik” ili „volksstaat” ali su oni bili nepopularni jer su se vezivali za neprijateljsku Francusku.

### Sadašnje
- Slobodna država Bavarska
- Slobodna država Saska
- Slobodna država Tirinška

### Bivše
- Slobodna država Anhalt
- Slobodna država Braunschweig
- Slobodna država Coburg
- Slobodna država Lippe
- Slobodna država Mecklenburg-Schwerin
- Slobodna država Mecklenburg-Strelitz
- Slobodna država Oldenburg
- Slobodna država Pruska
- Slobodna država Schaumburg-Lippe
- Slobodna država Waldeck-Pyrmont
- Slobodna narodna država Württemberg

## Grčka
- Slobodna Država Ikarija

## Hrvatska
- Slobodna Država Rijeka

## Italija
- Slobodni teritorij Trsta

## Meksiko
U Meksiku sve savezne države nose službeni naziv Slobodna i suverena država s izuzećem Meksika i grada Mexico.

## Kongo
- Slobodna Država Kongo

## Južnoafrička Republika
- Slobodna Država (Free State, Vrystaat )- jedna od devet provincija Južnoafričke Republike

- Slobodna Država Oranje-povijesna država

## SAD
- Portoriko nosi službeni naziv Estado Libre Asociado de Puerto Rico  (Slobodna pridružena država Portoriko)

U SAD-u se slobodnom državom nazivao teritorij koji je ukinuo ropstvo prije građanskog rata.
- Maryland se nazivao slobodnom državom u kontekstu prohibicije
- Slobodna država Galveston